# آمستردام-زایدئوست
امستردام-زویدوست (به هلندی: Amsterdam-Zuidoost) یک سکونتگاه مسکونی در هلند است که در آمستردام واقع شده‌است.

## خصوصیات
امستردام-زویدوست ۸۴٬۸۱۱ نفر جمعیت دارد.